# Riocentro Norte
Riocentro Norte es un centro comercial ubicado en Guayaquil, Ecuador. El complejo es propiedad del Grupo El Rosado, y fue inaugurado el 28 de noviembre de 2010.
El centro comercial tiene un área de construcción de 100.000 metros cuadrados y cuenta con 140 locales comerciales, patio de comidas y diez salas de cine de la cadena Supercines. El mall fue construido junto al Hipermarket Norte, complejo que se localizaba en ese sector desde el 2004.
Algunas tiendas del centro comercial son:
- Chili's
- Kentucky Fried Chicken
- Marathon Sports
- Mi Comisariato
- Ferrisariato
- Rio Store
- Carl's Jr.[5]